# نيوتن كينغ
نيوتن كينغ (بالإنجليزية: Newton King)‏ هو شخصية أعمال نيوزيلندي، ولد في 21 يوليو 1855، وتوفي في 27 يوليو 1927.